# Comisión Nacional Deportiva Estudiantil de Instituciones Privadas (fútbol americano)
Para otros deportes véase Comisión Nacional Deportiva Estudiantil de Instituciones Privadas
La Comisión Nacional Deportiva Estudiantil de Instituciones Privadas, A. C. (CONADEIP) (por sus siglas, CONADEIP) es una asociación que organiza varias competencias en diversas disciplinas deportivas entre universidades de México.
La Conferencia Premier CONADEIP es una asociación que regula los sistemas de competencia de varias categorías y conferencias de Fútbol americano en México. Debido a la importancia de su liga estelar, la Liga Mayor, usualmente se le considera como el máximo organismo nacional en este deporte, junto a la Organización Nacional Estudiantil de Fútbol Americano y la Liga de Fútbol Americano Profesional de México.
La Conferencia Premier CONADEIP está compuesta por equipos de diversas Instituciones de Educación Superior y Media Superior de la República Mexicana. Adicionalmente la CONADEIP lleva el registro estadístico de los equipos y jugadores, y se encarga de gestionar, manejar y administrar las relaciones con los medios de comunicación (televisoras, radiodifusoras y prensa escrita), así como con otras organizaciones deportivas nacionales y extranjeras.

## Fútbol americano
A partir de 2010, incorporó a su lista deportiva al fútbol americano al crear su Conferencia Premier con los equipos del Sistema universitario multicampus del Instituto Tecnológico y de Estudios Superiores de Monterrey que habían competido en el Torneo Borregos 2009 y con otras universidades privadas que decidieron formar un circuito ajeno al que organiza la Organización Nacional Estudiantil de Fútbol Americano (ONEFA). 
Dentro de su oferta deportiva, promueve encuentros deportivos internacionales, como el Tazón Kilimanjaro 2011 o el Tazón de las Estrellas.

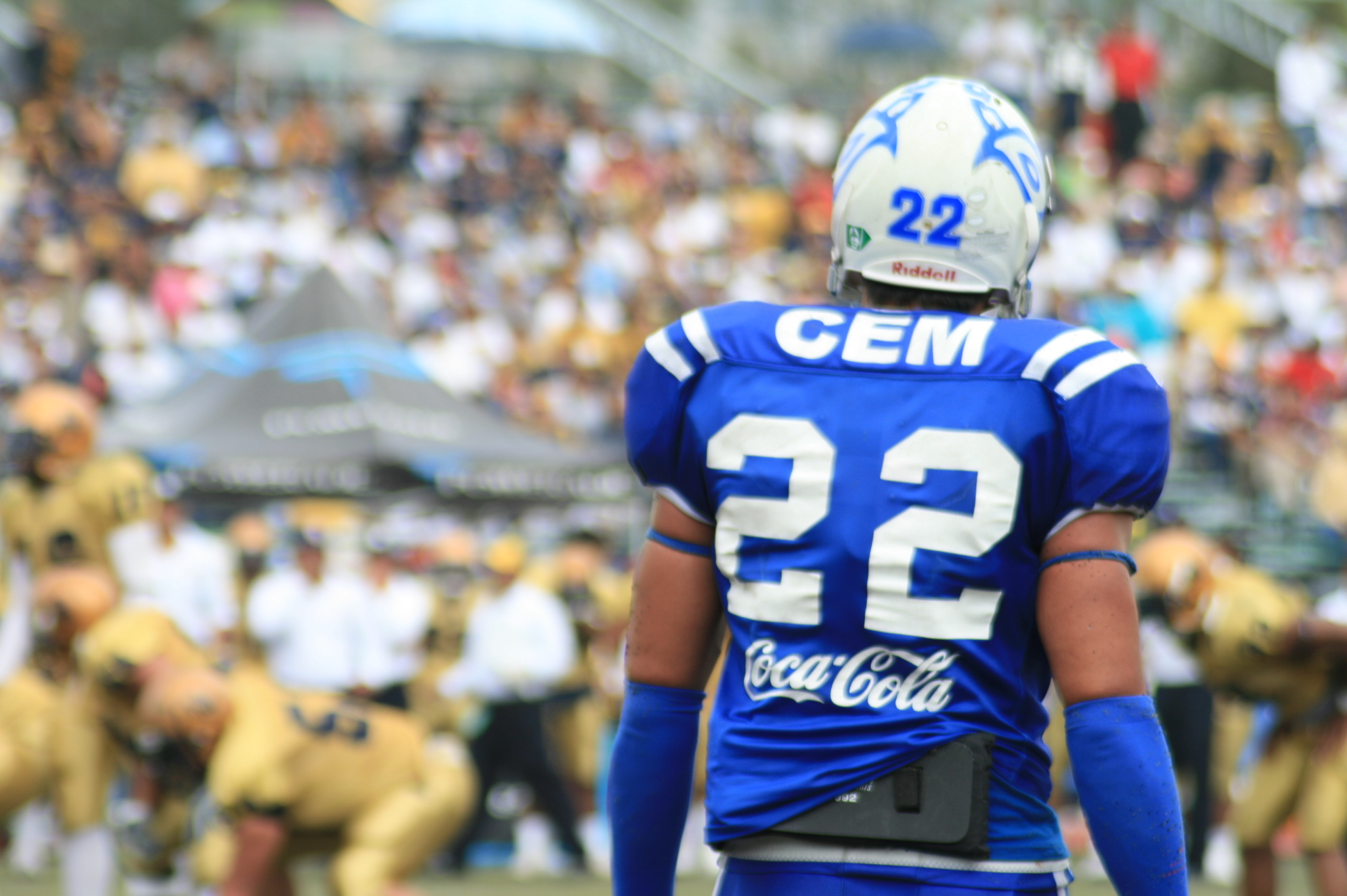
Borregos CEM.

### Conferencia Premier CONADEIP
La CONADEIP estableció varias categorías para jugar a fútbol americano dentro de su Conferencia Premier:
- Juvenil C
- Primera Fuerza o Mayor

Posteriormente en 2017 la liga decide crear dos divisiones en la Conferencia Premier de Primera fuerza una con el nombre de Independencia identificada con  el color verde, que sería equivalente a la primera división de la liga, con los equipos más fuertes y representativos del torneo y la división Libertad equivalente a la segunda división de Primera Fuerza identificada con el color rojo.
Para 2020, la CONADEIP y la ONEFA llegaron a un acuerdo para volver a jugar juntos en la liga mayor, adecuando algunas reglas para la participación de las escuelas privadas, creándose así nuevas conferencias.

## CategoríaPrimera Fuerza o Mayor
La temporada inaugural (2010) de la de Categoría de Primera Fuerza o Mayor se jugó con 8 equipos que se escindieron de la ONEFA, Seis del Instituto Tecnológico y de Estudios Superiores de Monterrey (ITESM) que jugaron el Torneo Borregos 2009 a los que se sumaron los Aztecas de la UDLA y los Jaguares de la UR. En la temporada siguiente (2011), ya fueron 17 equipos los que participaron en la liga. En la actualidad tiene 12 equipos.
| Equipo               | Institución                           | Estadio                | Ciudad                               | Head coach               |
| Grupo Independencia  | Grupo Independencia                   | Grupo Independencia    | Grupo Independencia                  | Grupo Independencia      |
| -------------------- | ------------------------------------- | ---------------------- | ------------------------------------ | ------------------------ |
| Aztecas              | Universidad de las Américas de Puebla | Templo del Dolor       | Cholula, Puebla                      | Eric Fisher              |
| Borregos México      | ITESM Campus Edo. de México           | Corral de Plástico     | Atizapán de Zaragoza, Edo. de México | Simón Hernández          |
| Borregos Guadalajara | ITESM Campus Guadalajara              | La Fortaleza Azul      | Zapopan, Jalisco                     | Ernesto Alfaro           |
| Borregos Salvajes    | ITESM Campus Monterrey                | Borregos               | Monterrey, Nuevo León                | Carlos Altamirano        |
| Borregos Puebla      | ITESM Campus Puebla                   | Cráter Azul            | Puebla de Zaragoza, Puebla           | Hugo Lira                |
| Borregos Toluca      | ITESM Campus Toluca                   | Estadio La Congeladora | Toluca, Edo. de México               | Gustavo Tella            |
| Grupo Libertad       |                                       |                        |                                      |                          |
| Borregos Querétaro   | ITESM Campus Querétaro                | Estadio Borregos       | Santiago de Querétaro, Querétaro     | Héctor Javier del Águila |
| Cimarrones           | UABC Campus Tijuana                   | UABC Tijuana           | Tijuana, Baja California             | Ricardo Licona           |
| Potros               | IT de Sonora                          | Campo Hundido          | Obregón, Sonora                      | Enrique Martínez         |
| Zorros               | CETYS Campus Mexicali                 | CETYS Mexicali         | Mexicali, Baja California            | Juan Ángel Medina        |

## CategoríaJuvenil única
| Equipo                                              | Estadio                            | Ciudad                                 |                     |
| Grupo Independencia                                 | Grupo Independencia                | Grupo Independencia                    | Grupo Independencia |
| --------------------------------------------------- | ---------------------------------- | -------------------------------------- | ------------------- |
| Prepa Tec Monterrey del ITESM                       | Estadio Borregos                   | Monterrey, Nuevo León                  |                     |
| Borregos CEM del ITESM Estado de México             | Corral de Plástico                 | Atizapán de Zaragoza, Estado de México |                     |
| Borregos CCM del ITESM Ciudad México                | Tormenta Negra                     | Tlalpan, Ciudad de México              |                     |
| Guerreros Jaguar del Colegio SuBiré Business School | El Templo Del Gran Guerrero Jaguar | Zapopan, Jalisco                       |                     |
| Borregos Santa Fe del ITESM                         | Territorio Emprendedor             | Ciudad de México                       |                     |
| Borregos Guadalajara del ITESM                      | La Fortaleza Azul                  | Guadalajara, Jalisco                   |                     |
| Grupo Revolución                                    |                                    |                                        |                     |
| Borregos Laguna del ITESM                           | Infierno Azul                      | Torreón, Coahuila                      |                     |
| Guerreros del Colegio de Bachilleres                | Olímpico Universitario             | Chihuahua, Chihuahua                   |                     |
| Borregos del ITESM Campus Chihuahua                 | Territorio Salvaje                 | Chihuahua, Chihuahua                   |                     |
| Linces UVM                                          | Villa las Margaritas               | Torreón, Coahuila                      |                     |
| Grupo Libertad                                      |                                    |                                        |                     |
| Borregos Toluca del ITESM                           | Estadio La Congeladora             | Toluca, Estado de México               |                     |
| Borregos Querétaro del ITESM Querétaro              | Estadio Borregos                   | Santiago de Querétaro, Querétaro       |                     |
| Borregos Puebla del ITESM                           | Cráter Azul                        | Puebla, Puebla                         |                     |
| Halcones de la Universidad Interamericana           | El Nido del Halcón                 | Cholula, Puebla                        |                     |
| Mandriles del Colegio Stratford                     | El Deshuesadero                    | Cuautla, Morelos                       |                     |
| Tigres Blancos de Universidad Madero                | La Jungla                          | Cholula, Puebla                        |                     |

## Palmarés

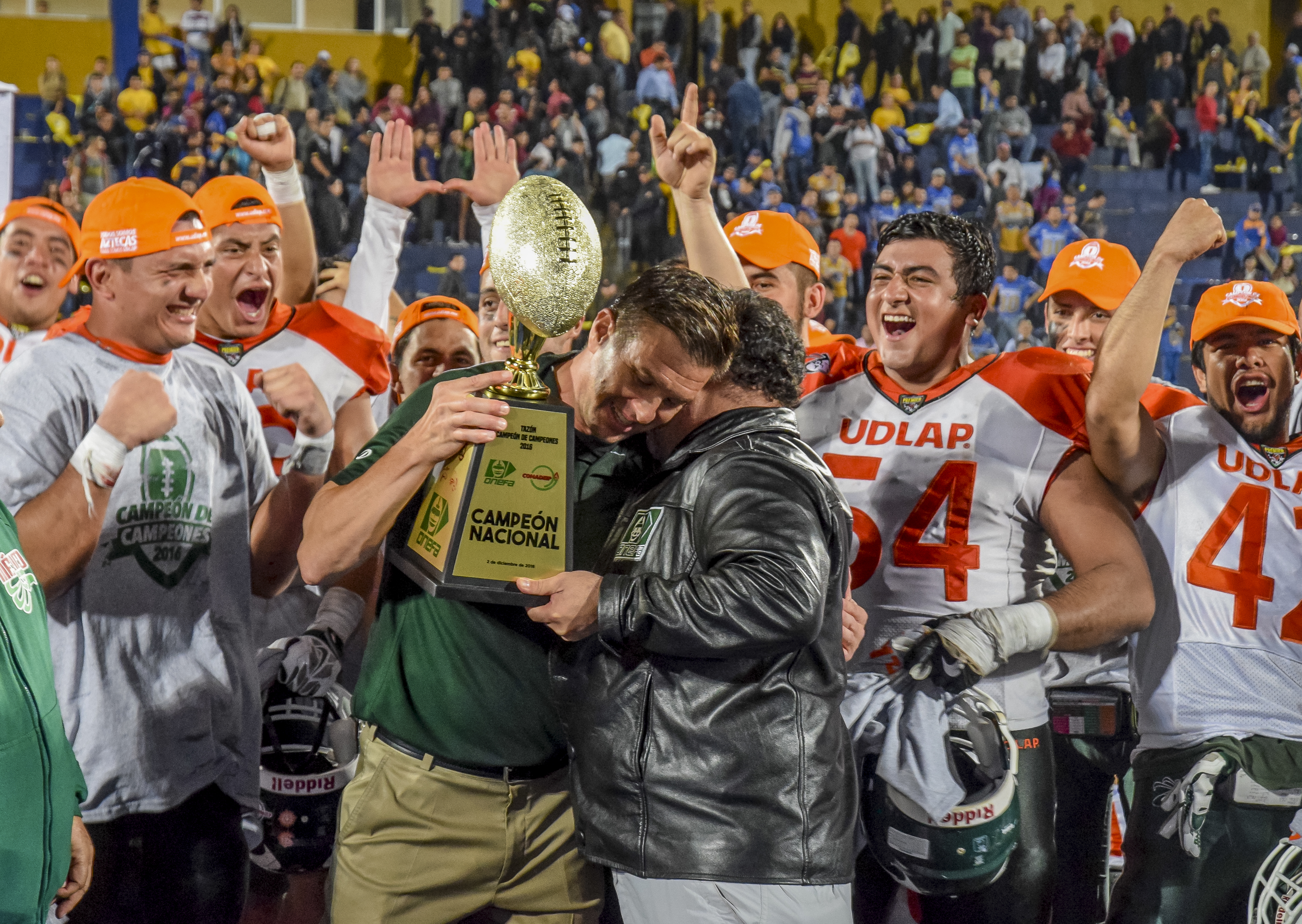
Aztecas UDLAP Campeón Nacional 2016.

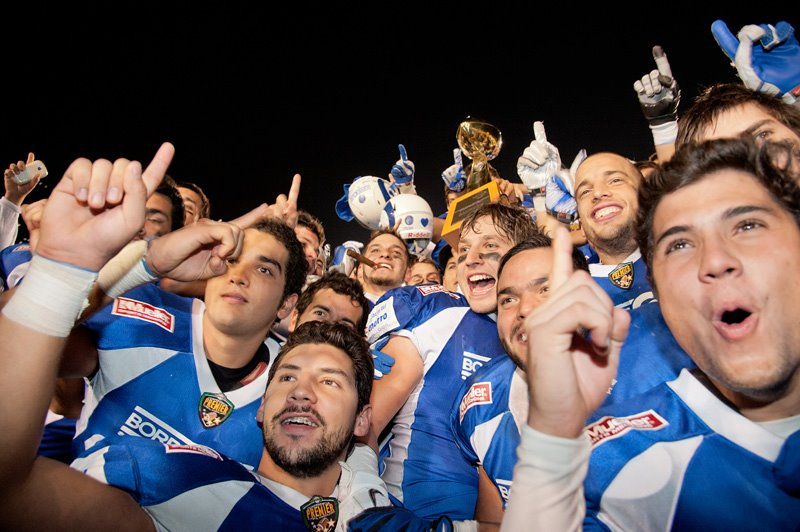
Borregos Salvajes Campeón.

| Año                          | Equipo                       | Campus/Ciudad                | Entrenador                   |                              |
| Conferencia Premier CONADEIP | Conferencia Premier CONADEIP | Conferencia Premier CONADEIP | Conferencia Premier CONADEIP | Conferencia Premier CONADEIP |
| ---------------------------- | ---------------------------- | ---------------------------- | ---------------------------- | ---------------------------- |
| 2010                         | Aztecas de la UDLA           | Cholula, Puebla              | Eric Fisher                  |                              |
| 2011                         | Borregos Salvajes del ITESM  | Monterrey, Nuevo León        | Frank González               |                              |
| 2012                         | Borregos Salvajes del ITESM  | Monterrey, Nuevo León        | Frank González               |                              |
| 2013                         | Aztecas de la UDLA           | Cholula, Puebla              | Eric Fisher                  |                              |
| 2014                         | Aztecas de la UDLA           | Cholula, Puebla              | Eric Fisher                  |                              |
| 2015                         | Borregos Salvajes del ITESM  | Monterrey, Nuevo León        | Leopoldo Treviño             |                              |
| 2016                         | Aztecas de la UDLA           | Cholula, Puebla              | Eric Fisher                  |                              |
| 2016*                        | Aztecas de la UDLA           | Cholula, Puebla              | Eric Fisher                  |                              |
| 2017                         | Borregos Toluca del ITESM    | Toluca, Estado de México     | Horacio García Aponte        |                              |
| 2017*                        | Borregos Toluca del ITESM    | Toluca, Estado de México     | Horacio García Aponte        |                              |
| 2018                         | Borregos Toluca del ITESM    | Toluca, Estado de México     | Horacio García Aponte        |                              |
| 2019                         | Borregos Salvajes del ITESM  | Monterrey, Nuevo León        | Carlos Altamirano            |                              |